# Binjamin Šachor
Binjamin Šachor (hebrejsky: בנימין שחור, žil 1916 – 26. listopadu 1979) byl izraelský politik a poslanec Knesetu za stranu Mafdal.

## Biografie
Narodil se v Jeruzalému. Získal náboženské vzdělání. V roce 1929 se zapojil do sionistického náboženského hnutí Bnej Akiva a stal se jedním z jeho předáků. Spoluzakládal ješivu napojenou na hnutí Bnej Akiva, umístěnou v Kfar ha-Ro'e.

## Politická dráha
Byl jedním z vůdců hnutí ha-Po'el ha-Mizrachi. Dlouhodobě vedl nábožensky orientovaný list ha-Zofe. Byl generálním tajemníkem strany Mafdal.
V izraelském parlamentu zasedl poprvé po volbách v roce 1959, do nichž šel za stranu Mafdal. Stal se členem výboru pro vzdělávání a kulturu, výboru pro záležitosti vnitra a výboru pro ekonomické záležitosti. Za Mafdal obhájil mandát ve volbách v roce 1961. Byl opět členem výboru pro vzdělávání a kulturu, výboru pro záležitosti vnitra a výboru pro ekonomické záležitosti. Za stejnou stranu byl zvolen i ve volbách v roce 1965. Nastoupil do výboru pro vzdělávání a kulturu a výboru pro záležitosti vnitra. Opětovně byl na kandidátní listině Mafdal zvolen ve volbách v roce 1969, po nichž usedl jako člen do výboru pro vzdělávání a kulturu, výboru pro záležitosti vnitra, výboru práce, výboru pro jmenování rabínských soudců a výboru House Committee. Ve volbách v roce 1973 mandát neobhájil. Zastával i vládní post. Byl náměstkem ministra náboženství.